# 142-я истребительная авиационная дивизия ПВО
142-я истреби́тельная авиацио́нная диви́зия ПВО (142-я иад ПВО) — авиационное соединение ПВО Вооружённых Сил РККА, принимавшее участие в боевых действиях Великой Отечественной войны.

## История наименований
- 142-я штурмовая авиационная дивизия
- 142-я истребительная авиационная дивизия ПВО
- 142-я истребительная авиационная дивизия

## Создание дивизии
142-я истребительная авиационная дивизия ПВО сформирована 6 октября 1941 года Приказом НКО СССР на базе 142-й штурмовой авиационной дивизии.

## Расформирование дивизии
142-я истребительная авиационная дивизия ПВО 01 апреля 1960 года совместно с 78-й зенитной артиллерийской дивизией преобразованы в 18-ю дивизию ПВО.

## В действующей армии
В составе действующей армии:
- с 11 ноября 1941 года по 31 октября 1943 года.

## Командиры дивизии
| Звание                | Имя                             | Период                  | Примечание |
| --------------------- | ------------------------------- | ----------------------- | ---------- |
| Полковник             | Слюсарев Сидор Васильевич       | 01.09.1941 — 15.02.1943 |            |
| Полковник             | Иванов Виктор Петрович          | 15.03.1943 — 03.03.1945 | Арестован  |
| Полковник             | Соколов Станислав Осипович      | 29.03.1945 — 31.12.1945 |            |
| генерал-майор авиации | Гущин Василий Андреевич         | 31.12.1945 — 01.04.1948 |            |
| Полковник             | Лавриненков Владимир Дмитриевич | 02.1950 — 07.1951       |            |

## В составе объединений
| Дата          | Фронт (округ)             | Район (армия ПВО, корпус ПВО)           | Корпус ПВО                                 |
| ------------- | ------------------------- | --------------------------------------- | ------------------------------------------ |
| 06.10.1941 г. | ВВС ПВО страны            |                                         |                                            |
| 29.12.1941 г. | Московский военный округ  |                                         | Горьковский дивизионный район ПВО          |
| 24.04.1942 г. | Московский военный округ  |                                         | Горьковский корпусной район ПВО            |
| 29.06.1943 г. | Восточный фронт ПВО       |                                         | Горьковский корпусной район ПВО            |
| 21.04.1944 г. | Северный фронт ПВО        |                                         | 3-й корпус ПВО                             |
| 24.12.1944 г. | Западный фронт ПВО        |                                         | 3-й корпус ПВО                             |
| 01.01.1945 г. | Центральный фронт ПВО     |                                         | 3-й корпус ПВО                             |
| 01.02.1945 г. | Центральный фронт ПВО     | 1-я воздушная истребительная армия ПВО  |                                            |
| 09.05.1945 г. | Центральный фронт ПВО     | 1-я воздушная истребительная армия ПВО  |                                            |
| 01.09.1945 г. | Северо-Западный округ ПВО | 1-я воздушная истребительная армия ПВО  |                                            |
| 01.02.1946 г. | Северо-Западный округ ПВО | 19-я воздушная истребительная армия ПВО |                                            |
| 01.07.1946 г. | Северо-Западный округ ПВО | 19-я воздушная истребительная армия ПВО |                                            |
| 14.08.1948 г. | Московский район ПВО      | 19-я воздушная истребительная армия ПВО |                                            |
| 01.10.1948 г. | Московский район ПВО      | 19-я воздушная истребительная армия ПВО | 31-й истребительный авиационный корпус ПВО |
| 20.02.1949 г. | Московский район ПВО      | 78-я воздушная истребительная армия ПВО | 56-й истребительный авиационный корпус ПВО |
| 31.10.1949 г. | Московский район ПВО      | 64-я воздушная истребительная армия ПВО | 56-й истребительный авиационный корпус ПВО |
| 01.03.1952 г. | Московский район ПВО      | 52-я воздушная истребительная армия ПВО | 56-й истребительный авиационный корпус ПВО |
| 01.10.1952 г. | Московский район ПВО      | 52-я воздушная истребительная армия ПВО | 37-й истребительный авиационный корпус ПВО |
| 20.08.1954 г. | Московский округ ПВО      | 52-я воздушная истребительная армия ПВО | 37-й истребительный авиационный корпус ПВО |
| 01.10.1954 г. | Московский округ ПВО      | 52-я воздушная истребительная армия ПВО | 56-й истребительный авиационный корпус ПВО |
| 01.04.1960 г. | Московский округ ПВО      | 52-я воздушная истребительная армия ПВО | 56-й истребительный авиационный корпус ПВО |

## Части и отдельные подразделения дивизии
За весь период своего существования боевой состав дивизии претерпевал изменения, в различное время в её состав входили полки:
| Период                  | Наименование                               | Примечание                     |
| ----------------------- | ------------------------------------------ | ------------------------------ |
| 06.11.1941 — 23.02.1942 | 33-й истребительный авиационный полк ПВО   | передан в состав 106-й иад ПВО |
| 01.05.1942 — 01.02.1946 | 143-й истребительный авиационный полк ПВО  | расформирован                  |
| 08.11.1941 — 27.06.1942 | 249-й истребительный авиационный полк ПВО  | передан в Резерв ВГК           |
| 11.11.1941 — 01.04.1960 | 423-й истребительный авиационный полк ПВО  | вошёл в 18-ю дивизию ПВО       |
| 02.01.1942 — 22.03.1958 | 632-й истребительный авиационный полк ПВО  | расформирован в дивизии        |
| 06.11.1941 — 27.12.1941 | 721-й истребительный авиационный полк ПВО  | передан в состав 147-й иад ПВО |
| 01.01.1942 — 01.08.1944 | 722-й истребительный авиационный полк ПВО  | передан в состав 328-й иад ПВО |
| 02.07.1943 — 01.10.1943 | 743-й истребительный авиационный полк ПВО  | передан в состав 144-й иад ПВО |
| 26.01.1942 — 01.03.1942 | 768-й истребительный авиационный полк ПВО  | передан в состав 122-й иад ПВО |
| 01.02.1942 — 01.04.1960 | 786-й истребительный авиационный полк ПВО  | вошёл в 18-ю дивизию ПВО       |
| 01.04.1944 — 28.07.1944 | 862-й истребительный авиационный полк ПВО  | передан в состав 320-й иад ПВО |
| 01.05.1942 — 01.02.1946 | 1005-й истребительный авиационный полк ПВО | расформирован                  |

## Боевой состав на 9 мая 1945 года
| Наименование                               | Примечание                        |
| ------------------------------------------ | --------------------------------- |
| 143-й истребительный авиационный полк ПВО  | Як-7Б, Стригино, Горький          |
| 423-й истребительный авиационный полк ПВО  | Ла-5, Правдинск                   |
| 632-й истребительный авиационный полк ПВО  | Ла-5, Стригино, Горький           |
| 786-й истребительный авиационный полк ПВО  | Hawker Hurricane, Ла-7, Правдинск |
| 1005-й истребительный авиационный полк ПВО | Hawker Hurricane, Правдинск       |

## Боевой состав на 1950 год
| Наименование                              | Примечание              |
| ----------------------------------------- | ----------------------- |
| 423-й истребительный авиационный полк ПВО | Ла-7, Правдинск         |
| 632-й истребительный авиационный полк ПВО | Ла-7, Стригино, Горький |
| 786-й истребительный авиационный полк ПВО | Spitfire IX, Правдинск  |

## Боевой состав на 1960 год
| Наименование                              | Примечание                |
| ----------------------------------------- | ------------------------- |
| 423-й истребительный авиационный полк ПВО | МиГ-17, Стригино, Горький |
| 786-й истребительный авиационный полк ПВО | МиГ-17, Правдинск         |

## Участие в операциях и битвах
- ПВО объектов Московского военного округа
- Сталинградская битва (частью сил) — с 17 июля 1942 года по 2 февраля 1943 года
- ПВО объектов Центрального фронта ПВО

## Отличившиеся воины
- Шавурин Пётр Иванович, заместитель командира эскадрильи 722-го истребительного авиационного полка 142-й истребительной авиационной дивизии за мужество и героизм Указом Президиума Верховного Совета СССР от 14 февраля 1943 года удостоен звания Герой Советского Союза. Золотая Звезда № 703.

## Примечания

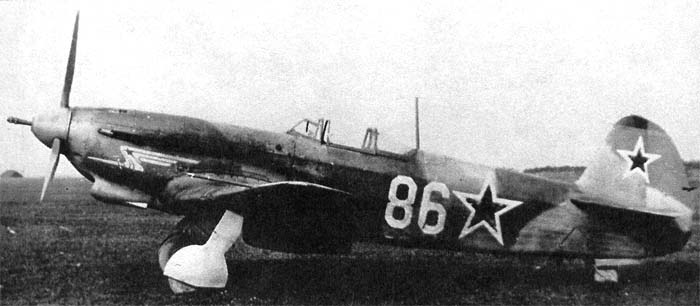
Як-9

## Базирование
| Период      | Место базирования  |
| ----------- | ------------------ |
| 1945 — 1960 | Правдинск, Горький |